# Calystegia collina
Calystegia collina es una especie de planta herbácea perteneciente a la familia de las convolvuláceas.

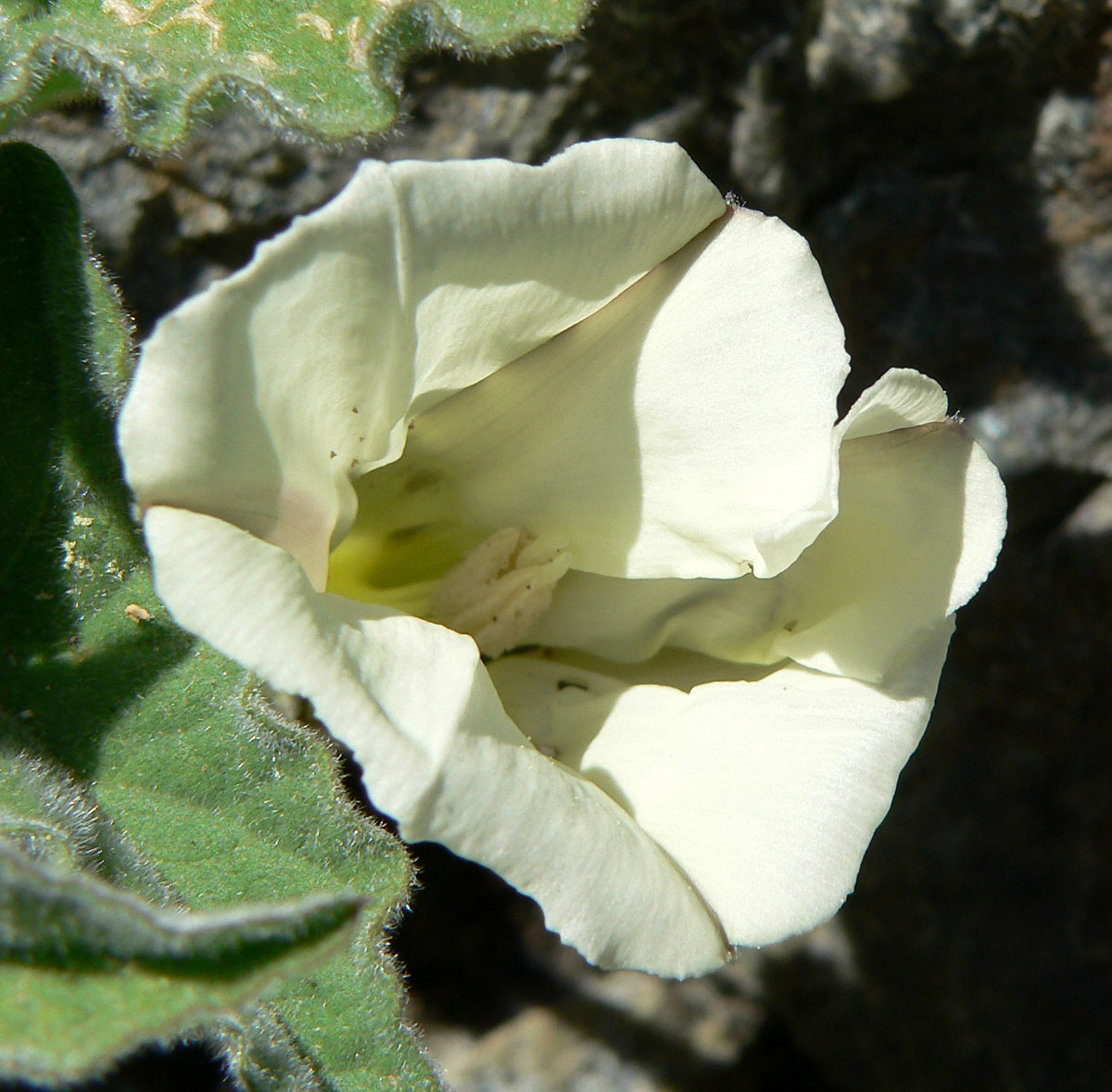
Flor

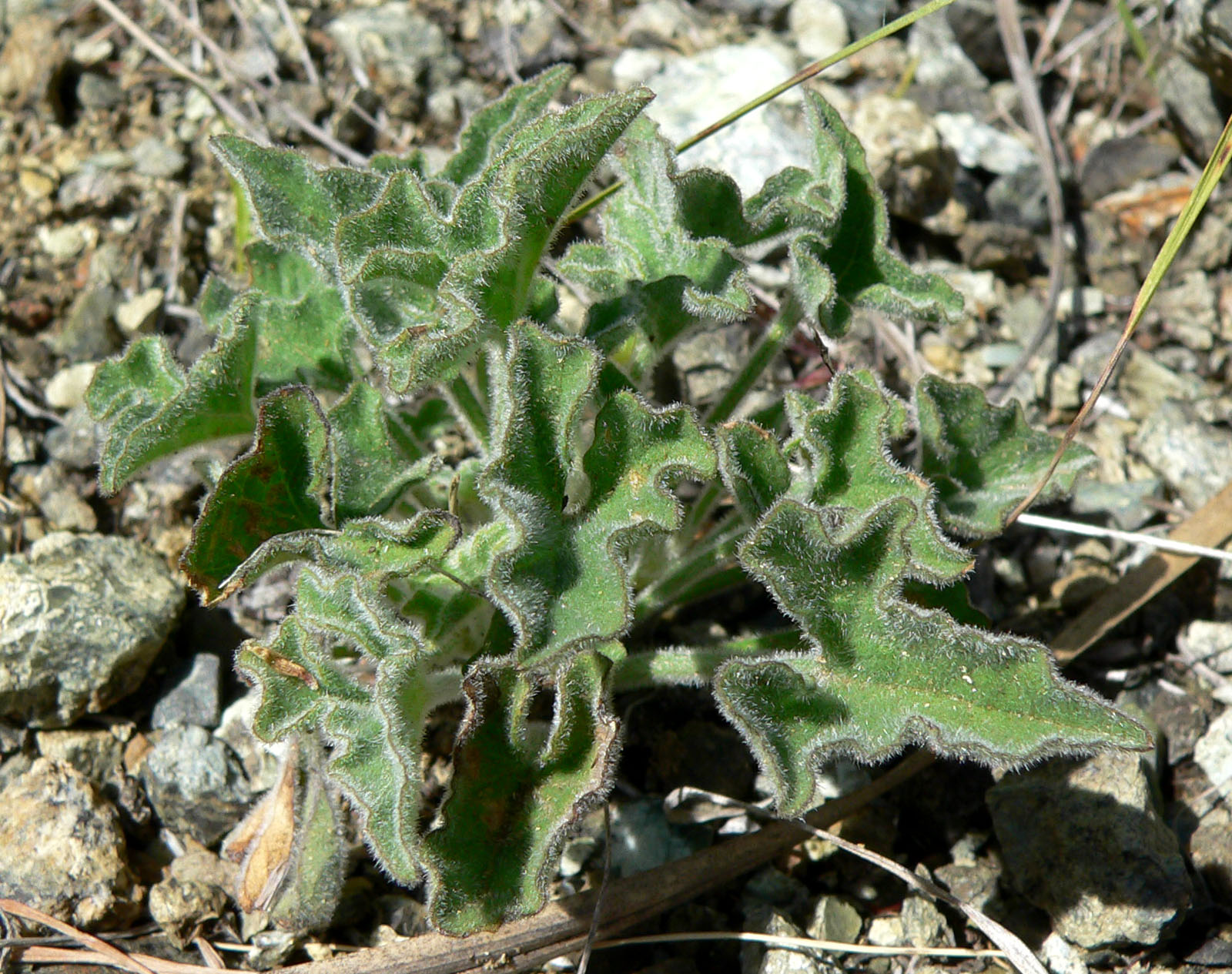
Vista de la planta

## Descripción
Es una hierba perenne rizomatosa densamente pubescente, con tallos y follaje. El tallo es plano. Alcanza una longitud máxima de unos 30 centímetros. Las hojas son pequeñas en forma de riñón o profundamente lobuladas y onduladas o rizadas a lo largo de los bordes. La inflorescencia tiene una sola flor de color blanco de 2 a 5 centímetros de ancho cuando está completamente abierta. 

## Distribución y hábitat
Es endémica de las montañas del norte y centro de la costa de California , donde crece en las laderas y en los bosques, a menudo sobre suelos de serpentina. 

## Taxonomía
Calystegia collina fue descrita por (Greene) Brummitt y publicado en Annals of the Missouri Botanical Garden 52(2): 215. 1965.
Etimología
Calystegia: nombre genérico que deriva de las palabras griegas: kalux = taza y stegos = cubierta.
collina: epíteto latíno que significa "de las colinas"
Variedades aceptadas
- Calystegia collina subsp. tridactylosa (Eastw.) Brummitt

Sinonimia
- Calystegia collina subsp. collina
- Convolvulus collinus Greene[3]